# Forno olandese

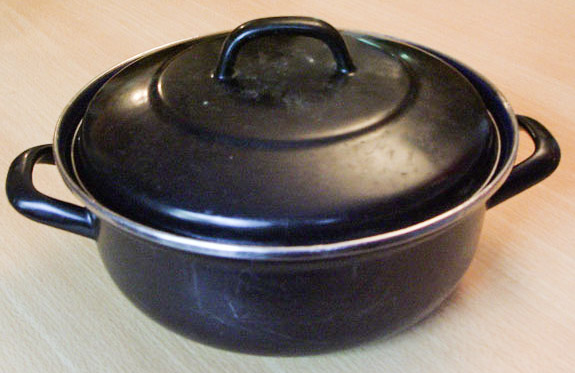
Forno olandese odierno

Il forno olandese o pentola olandese è un tipo di tegame in ghisa.
È utilizzato nella preparazione di alimenti come zuppe e stufati e viene talvolta utilizzato durante i campeggi; essendo pesante da trasportare nelle lunghe distanze, è consigliato utilizzarlo durante i campeggi in auto.

## Etimologia
Secondo una teoria, fu Abraham Darby I, pioniere dell'industria siderurgica, a dare il nome al forno olandese. Dopo aver viaggiato nei Paesi Bassi agli inizi del Settecento, apprese delle tecniche di lavorazione del metallo basate sulla sabbia. Ispirandosi ad esse, decise di applicare un metodo di lavorazione del metallo alle sue pentole che avrebbe chiamato Dutch oven (lett. "forno olandese" Secondo altri, il nome "forno olandese" proverrebbe dai primi commercianti e venditori olandesi che vendevano quel tipo di tegami, i quali erano spesso soprannominati "forni". Una terza teoria vuole che il nome sia dovuto ai Pennsylvania Dutch, ovvero gli abitanti della Pennsylvania originari della Germania, i quali erano soliti utilizzarli.